# Knox megye (Indiana)
Knox megye az Amerikai Egyesült Államokban, azon belül Indiana államban található. Megyeszékhelye Vincennes, legnagyobb városa Vincennes. Lakosainak száma 36 282 fő (2020. április 1.). Knox megye Sullivan, Greene, Daviess, Pike, Gibson, Wabash, Lawrence és Crawford megyékkel határos.

## Népesség
A megye népességének változása:
| Lakosok száma | 38 385 | 38 475 | 38 018 | 37 954 | 37 927 | 36 282 |
|               | 2010   | 2011   | 2012   | 2013   | 2015   | 2020   |